# Корнев, Илья Витальевич
Илья́ Вита́льевич Ко́рнев (укр. Ілля Віталійович Корнєв; род. 1 ноября 1996, Запорожье) — украинский футболист, нападающий

## Биография
Воспитанник ДЮСШ ФК «Металлург» (Запорожье), первый тренер — Н. Н. Сеновалов. За юниорскую команду «Металлурга» дебютировал 7 августа 2013 года в домашнем матче против ФК «Севастополь» (2:0). В сезоне 2014/15 с 13 голами становился лучшим бомбадиром команды U-19.
26 июля 2015 года во втором туре следующего сезона 2015/16 в матче против новичка «Александрии» дебютировал в украинской Премьер-лиге. В этой игре восемнадцатилетний футболист вышел в стартовом составе, как и в последующих матчах против «Волыни» и «Говерлы». 15 августа того же года на 34-й минуте игры против «Ворсклы» футболист забил свой дебютный гол, принёсший в итоге команде турнирное очко, поскольку встреча завершилась вничью 1:1. 8 декабря 2015 года стало известно, что Илья вместе с рядом других игроков покинул «Металлург» в связи с процессом ликвидации клуба.
1 февраля 2016 года появилась информация, что Корнев продолжит карьеру в луганской «Заре», однако затем футболист отправился на просмотр в «Металлист».
4 марта 2016 года футболист подписал контракт с футбольным клубом «Металлист». 13 марта 2016 года Илья Корнев дебютировал за «Металлист» в матче с «Говерлой», выйдя на замену на 54 минуте. Матч завершился со счетом 1:0 в пользу хозяев. На матче 20-го тура Премьер Лиги, на стадионе «Арена Львов», 1 апреля 2016 года Илья вышел на поле с первых минут и на 16-й минуте отличился дебютным голом в ворота донецкого «Шахтёра». Матч завершился с результатом 8:1 в пользу донецкой команды.
21 июля 2016 года, «Олимпик» объявил о подписании форварда Ильи Корнева. В своем дебютном матче, Илья вышел на поле на 74 минуте против луцкой «Волыни». Уже во втором матче 7 августа против «Звезды», выйдя на замену на 76 минуте, через десять минут отличился дебютным голом за «Олимпик». Этот матч стал победным для донецкого клуба и завершился со счетом 4:2. 4 января 2017 года было официально объявлено, что Корнев покинул «Олимпик» по обоюдному согласию сторон.
Летом 2017 года перешёл в МФК «Металлург», который выступает в любительском чемпионате Украины. А уже летом 2018 года клуб начал свои выступления на профессиональном уровне во Второй лиге Украины. В первом домашнем матче на стадионе «Славутич-Арена», 28 июля забил свой дебютный гол за клуб.
26 октября 2019 года Илья Корнев перешёл в греческий клуб «Айоликос». В кубке Греции команда дошла до 1/16 финала.
16 января перешёл в боснийский клуб ГОШК.